# Burg Stammeln

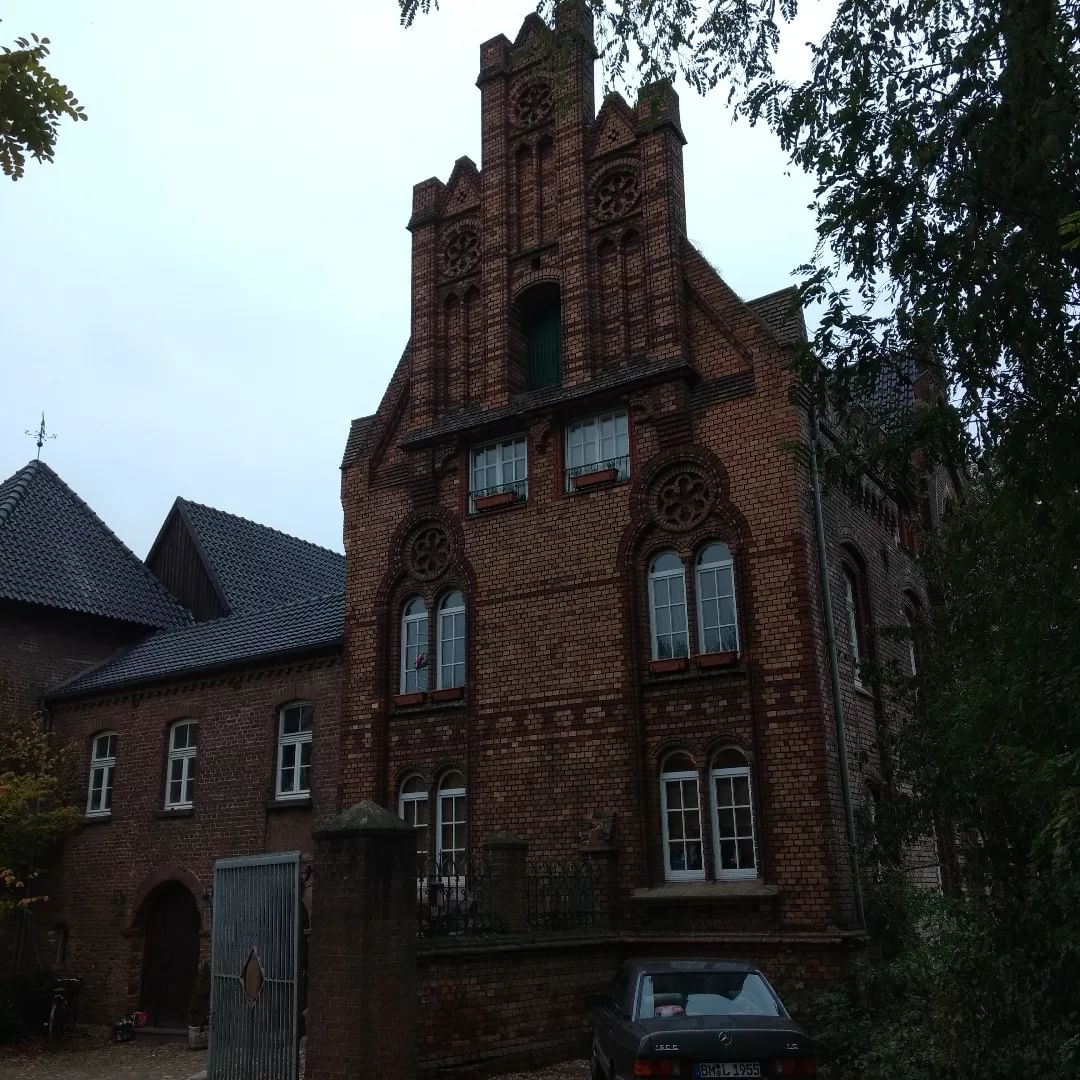
Burg Stammeln 2024

Die Burg Stammeln ist ein denkmalgeschütztes ehemals als Wasserburg angelegtes Hofgut nordwestlich von Heppendorf, heute zur Stadt Elsdorf gehörig. Sie wird heute als Reiterhof und als Wohnanlage genutzt.

## Geschichte
Aus der Geschichte der Burg ist wenig überliefert. Auf dem Jülichen Ritterzettel von 1460 wird ein Wilhelm Schilling von Gustorf als Besitzer eines Gutes zu Stammeln genannt. Katharina von Schilling brachte das Gut durch Heirat an Andreas von Randerath, der sie 1583 ausbaute. Später auch im Besitz der Familie von Wassenberg von Haus Wammen (Selfkant). In der Neuzeit gehörte der Besitz bis 1962 Nachkommen der Familie des Zuckerfabrikanten Valentin Pfeifer von der Fa. Pfeifer & Langen. Dessen Enkelin, Hedwig (gen. „Heidy“) von Gienanth, geb. Pfeifer (1907–1972), war deren letzte Besitzerin. Ihr Mann Conrad Freiherr von Gienanth (* 1903) war Offizier bei der Wehrmacht; er fiel am 12. Mai 1942 an der Ostfront.

## Anlage
Der älteste Teil der aus Backsteinen erbauten Viereckanlage, der nordwestliche und der südwestliche Flügel mit den starken Ecktürmen, stammt aus dem 16. Jahrhundert. Ein runder Turm ist der westlichen Ecke vorgesetzt, ein Viereckturm mit Kreuzgewölbe im Obergeschoss steht an der Südecke zwischen Burg und Vorburg/Hofanlage. Auf den Mauern dieser älteren Anlage ist noch ein ehemaliger leicht hervorragender Wehrgang mit Schießscharten zu erkennen. Diese älteren Teile liegen auf der von der Straße abgewandten Seite der Anlage. Der östliche Flügel wurde um 1900 errichtet. Die beiden Rundbogentore in Hausteinumrahmung wurden aus einem früheren Bau wiederverwendet, eins trägt die Inschrift 1666. Zur Straßenseite wurde dem Giebel eine markante an die Backsteingotik erinnernde reich durch Fenster, Rosetten und Staffelgiebel gegliederte Fassade vorgesetzt.
Im tonnenförmigen Kellergewölbe sind ein steinernes Reststück einer Wasserleitung und Vorratsschränkchen und -verschläge erhalten.

## Heutige Nutzung
Im Gutshaus und der Vorburg gibt es sechs Mietwohnungen, der Hof mit seinen etwa zwei Hektar Grünland wird seit den 1980er Jahren als Reiterhof genutzt.